# Danh sách đảo theo tên (I)
Danh sách dưới đây liệt kê các đảo bắt đầu bằng ký tự I.
Đây là một danh sách chưa hoàn tất, và có thể sẽ không bao giờ thỏa mãn yêu cầu hoàn tất. Bạn có thể đóng góp bằng cách mở rộng nó bằng các thông tin đáng tin cậy.
A - B - C - D - Đ - E - F - G - H - I - J - K - L - M - N - O - P - Q - R - S - T - U - V - W - X - Y - Z

## I
Independent Island, North Dakota  Missouri River

| Tên đảo               | Quần đảo / Nhóm đảo                                                      | Quốc gia                                                                                      |
| --------------------- | ------------------------------------------------------------------------ | --------------------------------------------------------------------------------------------- |
| Ibestadøya            |                                                                          |                                                                                               |
| Ibicuy                | Paraná Delta                                                             | Argentina                                                                                     |
| Ibiza                 | Quần đảo Baleares                                                        | Tây Ban Nha                                                                                   |
| Iceland               |                                                                          | Iceland                                                                                       |
| Ida                   | Torres Strait Islands, Queensland                                        | Úc                                                                                            |
| Idanha                | Beira Baixa islands                                                      | Bồ Đào Nha                                                                                    |
| Idjwi                 | Lake Kivu                                                                | Democratic Republic of the Congo                                                              |
| Iejima                | Okinawa Islands part of the Ryukyu Islands                               | Nhật Bản                                                                                      |
| Iheyajima             | Okinawa Islands part of the Ryukyu Islands                               | Nhật Bản                                                                                      |
| IJsselmonde           | South Holland                                                            | Hà Lan                                                                                        |
| Ikaria                |                                                                          | Hy Lạp                                                                                        |
| Ikema                 | Miyako Islands part of the Sakishima Islands part of the Ryukyu Islands  | Nhật Bản                                                                                      |
| Île d'Ouessant        | English Channel                                                          | Pháp                                                                                          |
| Île d'Yeu             | Pays de la Loire                                                         | Pháp                                                                                          |
| Île-d'Aix             |                                                                          | Pháp                                                                                          |
| Île-d'Arz             | Vịnh Morbihan                                                            | Pháp                                                                                          |
| Île Des Soeurs        | Bassin de Laprairie                                                      | Canada                                                                                        |
| Île Sainte-Marguerite | Lérins Islands                                                           | Pháp                                                                                          |
| Îles-de-Boucherville  | St. Lawrence River                                                       | Canada                                                                                        |
| Îlot Saint-Ferréol    | Lérins Islands                                                           | Pháp                                                                                          |
| Île Saint-Honorat     | Lérins Islands                                                           | Pháp                                                                                          |
| Îles Sainte-Thérèse   | St. Lawrence River                                                       | Canada                                                                                        |
| Îlot de la Tradelière | Lérins Islands                                                           | Pháp                                                                                          |
| Îles d'Hyères         | Île du Levant, Île de Porquerolles và Île de Port-Cros                   |                                                                                               |
| Ilha Grande           |                                                                          | Brasil                                                                                        |
| Ilhas Cagarras        | Guanabara Bay                                                            | Brasil                                                                                        |
| Ilovik                | Adriatic Sea                                                             | Croatia                                                                                       |
| Inaccessible          | Tristan da Cunha                                                         | British overseas territory of Saint Helena                                                    |
| Inaccessible          | South Orkney Islands                                                     | Claimed by: · the Vương quốc Anh as part of the Quần đảo Falkland and by · Argentina          |
| Inaccessible          | Dellbridge Islands                                                       | Châu Nam Cực                                                                                  |
| Indian                | Rock River, Illinois                                                     | Hoa Kỳ                                                                                        |
| Indian                | Lake Huron, Ontario                                                      | Canada                                                                                        |
| Ingarö                |                                                                          | Thụy Điển                                                                                     |
| Ingram                | Queensland                                                               | Úc                                                                                            |
| Inhaca                |                                                                          | Mozambique                                                                                    |
| Inish Beg             | Lough Erne                                                               | Ireland                                                                                       |
| Inish Conra           |                                                                          | Ireland                                                                                       |
| Inish Davar           |                                                                          | Ireland                                                                                       |
| Inish Divann          |                                                                          | Ireland                                                                                       |
| Inish Doney           | Lough Erne                                                               | Ireland                                                                                       |
| Inish Fovar           | Lough Erne                                                               | Ireland                                                                                       |
| Inish Free            | Lough Gill                                                               | Ireland                                                                                       |
| Inish Lougher         | Lough Erne                                                               | Ireland                                                                                       |
| Inish More            | Lough Erne                                                               | Ireland                                                                                       |
| Inishbiggle           | County Mayo                                                              | Ireland                                                                                       |
| Inishbofin            | County Donegal                                                           | Ireland                                                                                       |
| Inishbofin            | County Galway                                                            | Ireland                                                                                       |
| Inishcorkish          | Upper Lough Erne                                                         | Ireland                                                                                       |
| Inisheer              | Aran Islands                                                             | Ireland                                                                                       |
| Inishkea North        | County Galway                                                            | Ireland                                                                                       |
| Inishkea South        | County Galway                                                            | Ireland                                                                                       |
| Inishleague           | Lough Erne                                                               | Ireland                                                                                       |
| Inishlirroo           | Upper Lough Erne                                                         | Ireland                                                                                       |
| Inishlught            | Upper Lough Erne                                                         | Ireland                                                                                       |
| Inishmaan             | Aran Islands                                                             | Ireland                                                                                       |
| Inishmacsaint         | Lough Erne                                                               | Ireland                                                                                       |
| Inishmakill           | Lough Erne                                                               | Ireland                                                                                       |
| Inishmore             | Aran Islands                                                             | Ireland                                                                                       |
| Inishmurray           |                                                                          | Ireland                                                                                       |
| Inishark              |                                                                          | Ireland                                                                                       |
| Inishturk             | Lough Erne                                                               | Ireland                                                                                       |
| Innarahu              | Biển Baltic                                                              | Estonia                                                                                       |
| Innetalling           | Hudson Bay, Nunavut                                                      | Canada                                                                                        |
| Innisfallen           | Lough Leane                                                              | Ireland                                                                                       |
| Insua                 | Minho islands                                                            | Bồ Đào Nha                                                                                    |
| Iona                  | Inner Hebrides                                                           | Scotland                                                                                      |
| Iona                  | Straight of Georgia                                                      | Canada                                                                                        |
| Iona                  | Placentia Bay                                                            | Canada                                                                                        |
| Iona                  | Hudson River                                                             | Hoa Kỳ                                                                                        |
| Ios                   | Cyclades                                                                 | Hy Lạp                                                                                        |
| Iowa                  | Sông Mississippi, Illinois                                               | Hoa Kỳ                                                                                        |
| Irabu                 | Miyako Islands part of the Sakishima Islands part of the Ryukyu Islands  | Nhật Bản                                                                                      |
| Irakleia              | Cyclades                                                                 | Hy Lạp                                                                                        |
| Ireland               |                                                                          | Ireland                                                                                       |
| Ireland's Eye         | County Dublin                                                            | Ireland                                                                                       |
| Iriomote              | Yaeyama Islands part of the Sakishima Islands part of the Ryukyu Islands | Nhật Bản                                                                                      |
| Ischia                | Vịnh Naples                                                              | Ý                                                                                             |
| Ishigaki              | Yaeyama Islands part of the Sakishima Islands part of the Ryukyu Islands | Nhật Bản                                                                                      |
| Island 526            | Sông Mississippi, Missouri                                               | Hoa Kỳ                                                                                        |
| Island No. 8          | Sông Mississippi, Kentucky                                               | Hoa Kỳ                                                                                        |
| Island No. 21         | Sông Mississippi, Tennessee                                              | Hoa Kỳ                                                                                        |
| Island No. 30         | Sông Mississippi, Tennessee and Arkansas                                 | Hoa Kỳ                                                                                        |
| Island No. 63         | Sông Mississippi, Mississippi                                            | Hoa Kỳ                                                                                        |
| Island No. 317        | Sông Mississippi, Illinois                                               | Hoa Kỳ                                                                                        |
| Island of Montreal    | Quebec                                                                   | Canada                                                                                        |
| Islands of St. Paul   | Maltese islands                                                          | Malta                                                                                         |
| Islas Cíes            | belonging to the Spanish province of Pontevedra, in Galicia              | Tây Ban Nha                                                                                   |
| Islay                 | Inner Hebrides                                                           | Scotland                                                                                      |
| Đảo Man               | Irish Sea                                                                | Crown dependency                                                                              |
| Isle of Thanet        | Quần đảo Anh                                                             | Vương quốc Anh                                                                                |
| Isle of Wight         | In Roman times was referred to as Vectis                                 | Vương quốc Anh                                                                                |
| Isle of Youth         | Đại Antilles                                                             | Cuba                                                                                          |
| Isola di San Michele  | Venetian Lagoon                                                          | Ý                                                                                             |
| Isola Maggiore        | Lake Trasimeno                                                           | Ý                                                                                             |
| Isra-Tu               | Dahlak Archipelago                                                       | Eritrea                                                                                       |
| Ist                   |                                                                          | Croatia                                                                                       |
| Itamaracá             |                                                                          | Brasil                                                                                        |
| Ithaki                | Ionian Islands                                                           | Hy Lạp                                                                                        |
| Itu Aba               | Quần đảo Trường Sa                                                       | Administered by · Trung Hoa Dân Quốc, · Claimed by: · Trung Quốc, · Việt Nam và · Philippines |
| Isla Ixtapa           | Ixtapa/Zihuatanejo, Guerrero                                             | México                                                                                        |
| Iž                    |                                                                          | Croatia                                                                                       |
| Izenajima             | Okinawa Islands part of the Ryukyu Islands                               | Nhật Bản                                                                                      |